# Pleines d'argent
Pour plus de détails, voir Fiche technique et Distribution.
Pleines d'argent (Honey's Money en anglais) est un cartoon Merrie Melodies réalisé par Friz Freleng en 1962 mettant en scène Sam le pirate.

## Fiche technique
- Claude Joseph : Sam le Pirate (premier doublage)
- Patrick Préjean : Sam le Pirate (redoublage)